# 燕姬
燕姬（？—？），春秋时代燕国人，齐国君夫人。
前539年，燕惠公（《左传》作燕简公）被驱逐，逃到齐国。前537年，齐景公讨伐燕国。前536年，燕国、齐国盟于濡上。赂以瑶瓮、玉椟、斗耳，将燕姬嫁给齐景公，作为齐景公的正室夫人。燕姬之子早早的去世，使齐景公没有嫡子，所以，齐景公死后，诸公子争位，安孺子、齐悼公、齐简公先后被杀。最后，田氏掌握了齐国的政权。